# Perconia fuscosignaria
Perconia fuscosignaria är en fjärilsart som beskrevs av Barend J. Lempke 1952. Perconia fuscosignaria ingår i släktet Perconia och familjen mätare. Inga underarter finns listade i Catalogue of Life.